# Saint-Aubin-de-Médoc
 Saint-Aubin-de-Médoc  es una población y comuna francesa, situada en la región de Aquitania, departamento de Gironda, en el distrito de Burdeos y cantón de Saint-Médard-en-Jalles.
Hermanada en 2012 con la localidad conquense de Casasimarro.

## Demografía
| 444 | 723 | 2105 | 2979 | 4332 | 4990 |
| Para los censos de 1962 a 1999 la población legal corresponde a la población sin duplicidades (Fuente: INSEE [Consultar]) |     |      |      |      |      |